# Profesor Oak
El profesor Samuel Oak Godos (オーキド博士 Yukinari Ookido-Hakase?, Professor Yukinari Orchid en japonés) es un personaje del anime y de los juegos Pokémon. Es un científico que estudia a los Pokémon, reconocido como el mejor de todos.

## Biografía
Cuando Oak era joven (de la película Pokémon 4Ever: Celebi - Voice of the Forest) se encontró con un Celebi que estaba huyendo y lo protegió. Celebi le devolvió el favor ayudándolo a escapar cuando los dos estaban en apuros al transportarlos en el tiempo 40 años hacia adelante, trayéndolos al presente. Allí, Samuel Oak conoció a Ash Ketchum y juntos vivieron una aventura para salvar a Celebi que ahora era perseguido por un oponente más peligroso.
Oak después viajó junto con Agatha (quien después llegó a ser de la Élite Four de la Liga Pokémon) en su aventura pokémon, hasta que un día decidió que prefería estudiar a los pokémon por el bien de la ciencia.
Estudiando en este campo, conoció a muchas personas, algunas de las cuales ya lo reconocían como un experto y aprendieron de él para después convertirse en profesores Pokémon estudiando su propio campo en su región de origen.

## En el presente
En la actualidad, el profesor Oak trabaja en Pueblo Paleta estudiando los pokémon que allí tiene los cuales le han enviado algunos entrenadores.
Siendo el experto profesor local, tiene la obligación de darle a los entrenadores su pokémon inicial para que ellos comiencen su aventura. Él les da la elección de elegir entre Bulbasaur, Charmander, o Squirtle.
Oak tiene un nieto llamado Gary Oak, quien desea ser fuerte por sus medios sin permanecer bajo la sombra de su peculiar abuelo. Ha sido el rival de por vida de Ash Ketchum, quien es el único entrenador que Oak conoce que puede crear lazos tan cercanos de amistad.
En el anime, Oak tiene a su cargo a un ayudante que responde al nombre de Tracey Sketchit (Personaje que se incorporó en la segunda temporada), un joven dibujante y observador pokémon, que acompañó a Ash durante su viaje por el archipiélago Naranjas. Tras el regreso de Ketchum del mencionado viaje, Sketchit decide quedarse con Oak, al que siempre admiró, y convertirse en su mano derecha.

## En los videojuegos
El Profesor Oak aparece en las ediciones Roja, Verde y Azul (al igual que sus remakes  Rojo Fuego y Verde Hoja) y en la versión Amarilla de los juegos Pokémon correspondientes a la primera generación. Además de introducirte en el mundo de los Pokémon, vive en Pueblo Paleta al igual que tu personaje y es quien te da tu primer Pokémon en el juego. Mientras que en las versiones Roja y Azul (y sus remakes) te da a escoger entre Bulbasaur, Charmander y Squirtle. En la versión Amarilla captura a un Pikachu y te lo da como primer pokémon debido a que tu rival coge al Eevee que supuestamente iba a ser para ti. Luego que completes la primera misión del juego (buscar en Ciudad Verde un correo para el profesor en la tienda y entregárselo) les da a ti y a tu rival la Pokédex para que registres a cada especie de pokémon que encuentres y hagas su sueño realidad. A medida que avances en el juego va evaluando el progreso en tu Pokédex, ya sea visitándolo nuevamente en Pueblo Paleta o conectándote a su PC.
Vuelve a aparecer más tarde en estas mismas versiones, cuando hayas vencido a tu rival al final del juego. Luego de felicitarte te registra en el salón de la fama quedando como campeón de la Liga Pokémon. En las versiones Rojo Fuego y Verde Hoja además actualiza la Pokédex a ti y a tu rival a la versión nacional, el requisito es que hayas capturado 60 especies de pokémon.
El Profesor Oak también aparece en las versiones Oro, Plata y Cristal de los juegos Pokémon correspondientes a la segunda generación. Al igual que en la versión anterior te introduce en el mundo de los Pokémon, posteriormente una vez iniciada tu aventura lo ves en la casa del Sr. Pokémon y luego de oír una plática de este caballero con tu personaje se asombra de ver el pokémon que tienes, así que te regala una Pokédex un tanto más completa, y también cuando aparece el profesor Oak la va evaluando de la misma manera que en las versiones anteriores. El profesor Oak además tiene su propio programa de radio en la Torre de Radio de Ciudad Goldenrod (Ciudad Trigal en España) llamado "La Hora Pokémon" junto a la DJ Mary (Rosa en España) donde indica rutas en las que aparecen algunos pokémon salvajes. Y tal como ocurre en las versiones anteriores aparece luego que hayas vencido al Campeón de la Liga Pokémon junto con Mary quien desea hacerte una entrevista, solo que ahora se limita a felicitarte ya que es Lance quien te lleva al salón de la fama para registrarte allí mismo.
Más tarde en el mismo juego lo vuelves a ver en Kanto, siempre en su laboratorio en Pueblo Paleta. Cuando hayas ganado las ocho medallas de Kanto permite hacer posible visitar el Mt. Plateado en el cual, además de poderosos pokémon salvajes, se encuentra Ash (o Red) que es el jefe final de estas versiones.
Finalmente aparece una vez más en las versiones Diamante y Perla de los juegos Pokémon correspondientes a la cuarta generación. Lo encuentras luego de haber completado la Pokédex de Sinnoh en el laboratorio del Profesor Rowan (Serbal) para darte el acceso a la Pokédex Nacional. Te menciona además que se halla en la ruta 221 y te dará algo si le muestras que capturaste 400 especies de Pokémon, esto es una opción más para el Pokétch (Poké-reloj) que muestra los pokémon capturados con el ítem Pokétore.
- Datos: Q957692
- Multimedia: Professor Oak / Q957692